# Walenty Fiut
Walenty Fiut (ur. 10 lutego 1947 w Podegrodziu) – polski himalaista, współzałożyciel Klubu Wysokogórskiego w Nowym Sączu, instruktor taternictwa, ratownik Krynickiej Grupy GOPR .

## Życiorys
Z wykształcenia jest historykiem sztuki. Pracował jako dyrektor Zakładu Opiekuńczo–Leczniczego Caritas w Grybowie.
W latach 70. XX wieku wspinał się w Alpach, Kaukazie, Pamirze, Andach. W lipcu 1976 uczestniczył w wyprawie w Hindukusz, tam zdobył szczyty Kohe Keshni Khan (6743 m) - z Ryszardem Szafirskim i Krzysztofem Żurkiem, wchodząc nową drogą północną ścianą oraz Kohe Szachaur (7084) - z Krzysztofem Żurkiem i Andrzejem Osiką - było to III wejście środkowym filarem ściany północnej. W 1978 razem z Andrzejem Czokiem, Januszem Skorkiem i Janem Wolfem dokonał pierwszego polskiego zimowego przejścia północnej ściany Eigeru. W 1979 próbował wytyczyć nową drogę na Dhaulagiri. W 1980 uczestniczył w zimowej wyprawie na Mount Everest, która zakończyła się pierwszym zimowym wejściem na najwyższy szczyt Ziemi przez Krzysztofa Wielickiego i Leszka Cichego. W lipcu 1984 zdobył Broad Peak (8051 m) - z Januszem Majerem, Ryszardem Pawłowskim i Krzysztofem Wielickim. W 1985 uczestniczył w I Śląskiej Wyprawie na południową ścianę Lhotse. Tam doszedł do wysokości 8200 m. W 1987 ponownie wziął udział w wyprawie na południową ścianę Lhotse, został wówczas ranny w lawinie.
Od 1989 roku mieszka w Nowym Sączu.